# Bioenergètica
La bioenergètica és la part de la bioquímica que estudia les transformacions de l'energia a l'interior de la cèl·lula viva. Fa part de la recerca en la biologia que inclou l'estudi de milers de processos cel·lulars com el de la respiració cel·lular i de molts altres processos del metabolisme que poden portar a la producció i utilització d'energia en la forma de molècules del coenzim trifosfat d'adenosina (ATP).
La bioenergètica s'ocupa de l'energia implicada en formar i degradar els enllaços químics en les molècules que es troben en els organismes.
El creixement cel·lular, el desenvolupament i el metabolisme són alguns dels fenòmens centrals dins l'estudi dels organismes. El paper de l'energia és fonamental per a aquests processos biològics. La capacitat d'utilitzar energia d'una varietat de rutes metabòliques és una propietat de tots els organismes vius. La vida depèn de la transformació de l'energia.

## Tipus de reaccions
- Reacció exergònica: és una reacció espontània que allibera energia. Està afavorida termodinàmicament.
- Reacció endergònica: és una reacció anabòlica que consumeix energia.

L'energia lliure (ΔG) guanyada o perduda en una reacció es pot calcular: ΔG = ΔH - T ΔS.
També, ΔG = ΔG˚' + 2.303RT log([P]/[R on
- - R és la constant dels gasos, 1.987 cal/mol
  - T és la temperatura en kèlvins K = 273 + ˚C
  - [P] és productes
  - [RT] és el reactiu

## Cotransport
L'agost de 1960, Robert K. Crane va descobrir el cotransport de la glucosa de sodi com mecanisme per l'absorció de glucosa als intestins.

## Teoria quimiosmòtica
Peter D. Mitchell explicà com funcionen els protons en solució aquosa per produir ATP en els orgànuls de les cèl·lules com són els mitocondris. L'aparellament quimiosmòtic és el principal procediment per obtenir energia en la majoria de les cèl·lules.

## Equilibri energètic
L'equilibri energètic és l'homeòstasi de l'energia a sistemes vius. Es mesura per la següent equació: 
Energia capturada = calor intern produït + treball extern + emmagatzematge